# Bártfai György
Bártfai György (Budapest, 1944. december 7.–) magyar nőgyógyász, a Szegedi Tudományegyetem Általános Orvostudományi Karának egyetemi tanára, emeritus professzora.

## Életútja

### Tanulmányok, tudományos címek
1963-ban érettségizett az Orosházi Táncsics Mihály Gimnáziumban, majd 1969-ben summa cum laude eredménnyel végzett a Szegedi Orvostudományi Egyetemen.
1984-ben kandidátusi fokozatot szerzett kardiotokográfiából. 1995-ben habilitált, majd 1999-ben a Magyar Tudományos Akadémia doktora lett. Tézisének címe „Paradigmaváltás a cardiotocographiában” volt

### Szakmai beosztásai
1969-ben lett gyakornok az Orvostudományi Egyetemen, ahol a Nőgyógyászati Klinikán dolgozott. 1974-ben lett egyetemi tanársegéd miután szakvizsgát szerzett szülészet-nőgyógyászatból. 1976-ban egy WHO-s ösztöndíj keretén belül a stockholmi Karolinska Intézetbe kerül, ahol az intézmény laboratóriumában töltött 15 hónapot. 1984-ben adjunktus lett. 1986-ban ismét egy ösztöndíj keretén belül 15 hónapot tölthetett az Amerikai Egyesült Államok területén, New Yorkban. Itt együtt dolgozhatott korábbi gimnáziumi osztálytárasával, Kaáli Nagy Géza professzorral. 1990-ben lett egyetemi tanár. Később intézetvezető-helyettesnek is kinevezték.

## Szervezeti tevékenységek

### Közéleti tevékenységek
Az egyetemi élet mellett számos szervezet kuratóriumának tagjai és vezetője volt. Egon és Ann Diczfalusy Alapítvány és a Reprodukciós Egészség 2000 Alapítvány kuratóriumában elnöki szerepet töltött be. Tagja a Kaáli Alapítvány a TDK munka támogatására kuratóriumának. És 2010-ig elnök-helyettesi feladatkört látott el az Endokrinológiai Önálló Osztály és Kutató Laboratórium Betegellátásért és Oktatásért Alapítvány kuratóriumában.

### Tudományos tagságai

#### Külföldön
- American College of Obstetrician & Gynaecologist (1989-1993)
- American Association of Gynecological Laparoscopist (1989-2000)
- American Fertility Society (1989-2000)
- Az Európai Fogamzásgátló Társaság Igazgatóságának tagja (1998-2008)
- Az ESC végrehajtó bizottságának titkárhelyettese (2002-2008)
- Újvidéki Egyetem (2007 óta vendégelőadó)
- Szerb Nőorvos Társaság (2007 óta tiszteletbeli tag)
- Román Nőorvos Társaság (2008 óta tiszteletbeli tag)
- Az ESC Igazgatóságának tagja (2010 óta)
- Az ESC belső tudományos bizottságának elnöke (2012)

#### Magyarországon
- Magyar Nőorvos Társaság Délmagyarországi Szekciója (1991 és 1998 között titkára, 1998 és 2010 között vezetőségi tagja)
- Magyar Orvostörténeti Társaság (1992-2000)
- Magyar Psychosomatikus Szülészeti és Nőgyógyászati Társaság (1995-2008)
- Magyar Szülészeti és Nőgyógyászati Endokrinológiai Társaság (1998 óta tagja)
- ODE Tanácsadó Testülete (2000 és 2008 között)
- Igazságügyi orvos szakértő (2000 óta)
- Pécsi Tudományegyetem Habilitációs Bizottság (2000-2008)
- Szülészeti Nőgyógyászati Szakmai Kollégium (2004-2009)
- MTA Orvosi Tudományok Osztálya (III. sz. doktori bizottság tag 2005 és 2013 között)
- Magyar Család és Nővédelmi Tudományos Társaság (2006 és 2010 között elnöke)
- ESC Magyar Tagozata (2006 óta elnöke)
- MTA SZAB Reprodukciós Egészség Munkabizottsága (2008 óta elnöke)

### Szerkesztőbizottsági tagságok
- Magyar Nőorvosok Lapja
- STD és Genitális Infektológia
- A varsói Kliniczna Perinatologiai Ginekologia

### Egészségügyi Világszervezet (WHO) megbízásai
A szervezet ideiglenes tanácsadó és vezető nyomozójaként 6 klinikai vizsgálatban is tevékenykedett.

## Munkássága

### Kutatási területe
Szakterületei közé tartozik a perinatológia,a reprodukciós endokrinológia, a családtervezés és a fogamzásgátlás, valamint az időskori hormonális változások.

### Főbb művei
A teljes publikációs lista alapján
- Hazánk, a nagy család (konferenciakötet). Baja, 2019.
- Csontsűrűség értékek a dél-alföldi populációban - az NFKI pályázat eredményei. (Devosa Ivánnal és Zubrecki Antiával közösen) In: Devosa et al. (szerk.): Demográfia egészség-és szociálpolitika - testvérvárosok a nagycsaládban. Kiskunmajsa: Egon and Ann Diczfalusy Foundation, 2019., 22.
- Öregedő társadalmunk kihívásai a klinikai kutatás (OTKA) tükrében. In: Bártfai György; Kozma Gábor; Mák Kornél; Párducz László (szerk.): Demográfia és egészségpolitika. Szeged: Gerhardus Kiadó, 2018., 23-28.
- A meddőség korszerű diagnosztikája és kezelése. (Kaáli Nagy Gézával közös szerkesztése). Budapest: Medicina Könyvkiadó, 2018.
- Anyatejes táplálás: a szoptatás specifikus aspektusai. (Devosa Ivánnal, Vanya Melindával és Szili Károllyal közösen)  In: Devosa Iván (szerk.): Aszklépiosz tanulmányok 2016 : válogatott, lektorált tanulmányok a Pallasz Athéné Egyetem, Egészségtudományi és Egészségfejlesztési Kutatócsoport munkatársaitól, illetve a kutatócsoport által szervezett nemzetközi HEART 2016 és a magyarországi EEK-SZESZT 2016 konferenciák előadóitól. Kecskemét: Pallasz Athéné Egyetem, 2017., 39-49.
- Herpes simplex vírus 1 és 2 által okozott fertőzések és diagnosztikájuk. (Közreműködik Deák Judit és Jakó Mária) In: Focus Medicinae, 17. évf (2015), 3. sz., 3-9.
- Az autogén tréning hatása az in vitro fertilizációt vállaló meddő nők pszichés jellemzőire nézve. (Gyapjas Zitával közösen) In: Szombathelyi, Éva (szerk.): Életelvűség és jövőre irányultság a relaxációs és szimbólumterápiákban : kutatás, képzés, módszertan. Budapest: Magyar Relaxációs és Szimbólumterápiás Egyesület, 2015., 273-275.
- Az alkohol, a drog és a dohányzás hatásai a reprodukciós egészségre és szexuálisan közvetített betegségek. (szerkesztőként) Szeged: MTA Szegedi Akadémiai Bizottság, 2014.

## Díjak, elismerések
- A Magyar Nőorvos Társaság Dél-Magyarországi szekciójának Szontágh emlékérme (1999)
- Semmelweis emlékérem (2010)
- MCSNTT Tauffer díja (2011)
- Primus Inter Pares díj (2013)[4]
- A Magyar Érdemrend tisztikeresztje, polgári tagozata kitüntetés (2019)[5]

## Külső hivatkozások
Bemutatkozás és rövid önéletrajz a Profik az interneten oldalon
Szakmai önéletrajza az SZTE Tudásportál oldalán
Önéletrajza az SZTE Tudásportál oldalán
ODT adatlapja
Teljes publikációs lista (MTMT)